# Avenue B and C
Avenue B and C es un lugar designado por el censo ubicado en el condado de Yuma en el estado estadounidense de Arizona. En el Censo de 2010 tenía una población de 4176 habitantes y una densidad poblacional de 2.173 personas por km².

## Geografía
Avenue B and C se encuentra ubicado en las coordenadas 32°43′9″N 114°39′36″O / 32.71917, -114.66000. Según la Oficina del Censo de los Estados Unidos, Avenue B and C tiene una superficie total de 1.92 km², de la cual 1.9 km² corresponden a tierra firme y (0.94%) 0.02 km² es agua.

## Demografía
Según el censo de 2010, había 4.176 personas residiendo en Avenue B and C. La densidad de población era de 2.173 hab./km². De los 4.176 habitantes, Avenue B and C estaba compuesto por el 63.86% blancos, el 0.91% eran afroamericanos, el 2.49% eran amerindios, el 0.34% eran asiáticos, el 0.29% eran isleños del Pacífico, el 28.93% eran de otras razas y el 3.18% pertenecían a dos o más razas. Del total de la población el 74.71% eran hispanos o latinos de cualquier raza.